# Imamat d'Aussa
1600–1750
L’imamat d’Aussa également orthographié Imamat d’Awsa fut de 1600 à 1750 un imamat Harari situé dans l’est de l’Éthiopie actuelle.
Sa capitale était la ville d'Assayta.

## Sources
- John W. Harbeson, « Territorial and Development Politics in the Horn of Africa: The Afar of the Awash Valley », African Affairs, vol. 77, no 309,‎ 1978, p. 479–498 (ISSN 0001-9909, lire en ligne, consulté le 15 septembre 2022)